# たつねこ
たつねこ（1967年11月12日 - ）は、日本の漫画家。東京都出身。本名：山田雅人。タバコとコーヒーを好む。
妻は同じく漫画家の高河ゆん。ペンネームは、『うる星やつら』の「こたつネコ」に由来する。
1992年のコミックマーケットのカタログの表紙を担当。漫画家になる前はハウスマヌカンをしていたという経歴を持ち、コミケカタログではオタク向けファッション講座を執筆したこともある。

## 作品リスト

### 漫画
- フランケンシュタインズ・プリンセス（月刊Gファンタジー、スクウェア・エニックス、全4巻）
- 竜騎〈ドラグーン〉（月刊Gファンタジー、スクウェア・エニックス、全1巻）
- ペンデュラム（月刊Gファンタジー、スクウェア・エニックス、全4巻）
- そにょもにょ（2002年、コミックZERO-SUM、一迅社、全2巻）
- ドリマガドリちゃんのゲームレビュウ（ドリマガ、ソフトバンククリエイティブ）
- ゆきの咲くにわ（2008年、まんがぱれっとLite、一迅社）

### イラスト
- 図書館戦隊ビブリオン（挿絵、コバルト文庫）
- 機械の耳（挿絵、コバルト文庫）